# Ravinia acerba
Ravinia acerba är en tvåvingeart som först beskrevs av Walker 1849.  Ravinia acerba ingår i släktet Ravinia och familjen köttflugor. Inga underarter finns listade i Catalogue of Life.